# Phoumi Nosavan
Major-general Phoumi Nosavan (em laociano:  ພູມີ ຫນໍ່ສວັນ; 27 de janeiro de 1920 - 1985) foi um homem-forte político-militar que se destacou no Reino do Laos; em alguns momentos, dominando a política laociana a ponto de ser praticamente um ditador. Nascido em Savannakhet, no Protetorado Francês do Laos, em 27 de janeiro de 1920. Originalmente um funcionário público na administração colonial francesa do Laos, durante o último ano da Segunda Guerra Mundial juntou-se ao movimento de resistência contra os ocupantes japoneses. Exilado de 1946 ao início de 1949 por sua oposição ao retorno francês à colonização do Laos, retornou à sua terra natal para iniciar uma carreira militar em 1950, após o colapso do governo anti-francês do Lao Issara. Em 1955, era chefe de gabinete do recém-criado Exército Real do Laos. Enquanto estava nessa posição, foi o grande responsável pela nomeação de oficiais superiores para cargos de comando nas regiões militares do Laos. Depois disso, em 1957, foi o primeiro oficial laociano a ser educado na França na École de Guerre. Enquanto estava na França, conheceu o agente da Agência Central de Inteligência John F. "Jack" Hasey. Phoumi regressou ao Laos para se tornar membro fundador do Comitê para a Defesa dos Interesses Nacionais em 17 de junho de 1958. Em 25 de dezembro de 1959, assumiu o controle da capital Vientiane e da nação em um golpe de Estado sem derramamento de sangue.
Extraindo poder militar de seu status de oficial general e poder político de sua nomeação como ministro da defesa, Phoumi continuaria sendo uma figura dominante na vida política do Laos pelos seis anos seguintes. Ele seria temporariamente removido do poder durante um golpe de Estado em agosto de 1960 pelo capitão Kong Le, apenas para retornar com um contragolpe apoiado pela CIA em dezembro. De 1961 a 1963, realizou operações militares contrariando a vontade de seus conselheiros estadunidenses, acreditando que os Estados Unidos iriam apoiá-lo mesmo assim. Seus patrocinadores estadunidenses periodicamente reduziam a ajuda militar a suas forças para obrigar sua obediência, mesmo quando o desempenho do Exército Real do Laos se deteriorava. As consequências da Batalha de Vientiane no início de 1961, bem como a desastrosa Batalha de Luang Namtha em 1962 e a perdida Batalha de Lak Sao em 1963 ilustraram suas deficiências como comandante militar. Quando a influência de Phoumi foi gradualmente reduzida , ele tentou manter o poder por meio de golpes de Estado, incluindo um em 1964 e outro em 1965. O golpe de 1964 não teve sucesso e ele foi destituído de seu comando militar. Sua última tentativa de golpe em janeiro de 1965 foi planejada com tropas emprestadas. Quando essa tentativa de recuperar o poder falhou, ele fugiu para o exílio no vizinho Reino da Tailândia. Foi condenado à revelia a 20 anos de prisão. Phoumi Nosavan faleceu em Bangkok, Tailândia, em novembro de 1985.